# Enrique Granados
Enrique Granados Campiña (Lérida, 27 de julio de 1867-canal de la Mancha, 24 de marzo de 1916) fue un compositor, pianista y pedagogo español vinculado a los movimientos modernistas. Es conocido principalmente por su obra pianística, especialmente por la suite Goyescas (1911), en la que basó también la ópera homónima.
Creó la escuela de piano en Barcelona, que ha producido figuras tan relevantes como Frank Marshall, Monserrat Torrent, Narcisa Freixas, Rosa Sabater, Alicia de Larrocha, Albert Attenelle y Douglas Riva. Se le suele encuadrar en los movimientos modernistas, especialmente en el simbolismo. Murió en el naufragio de la nave Sussex, en el canal de la Mancha, al ser torpedeada por la armada alemana en el transcurso de la Primera Guerra Mundial.
El fondo personal de Enrique Granados se conserva en la Biblioteca de Cataluña y en el Museo de la Música de Barcelona.

## Biografía

### Infancia

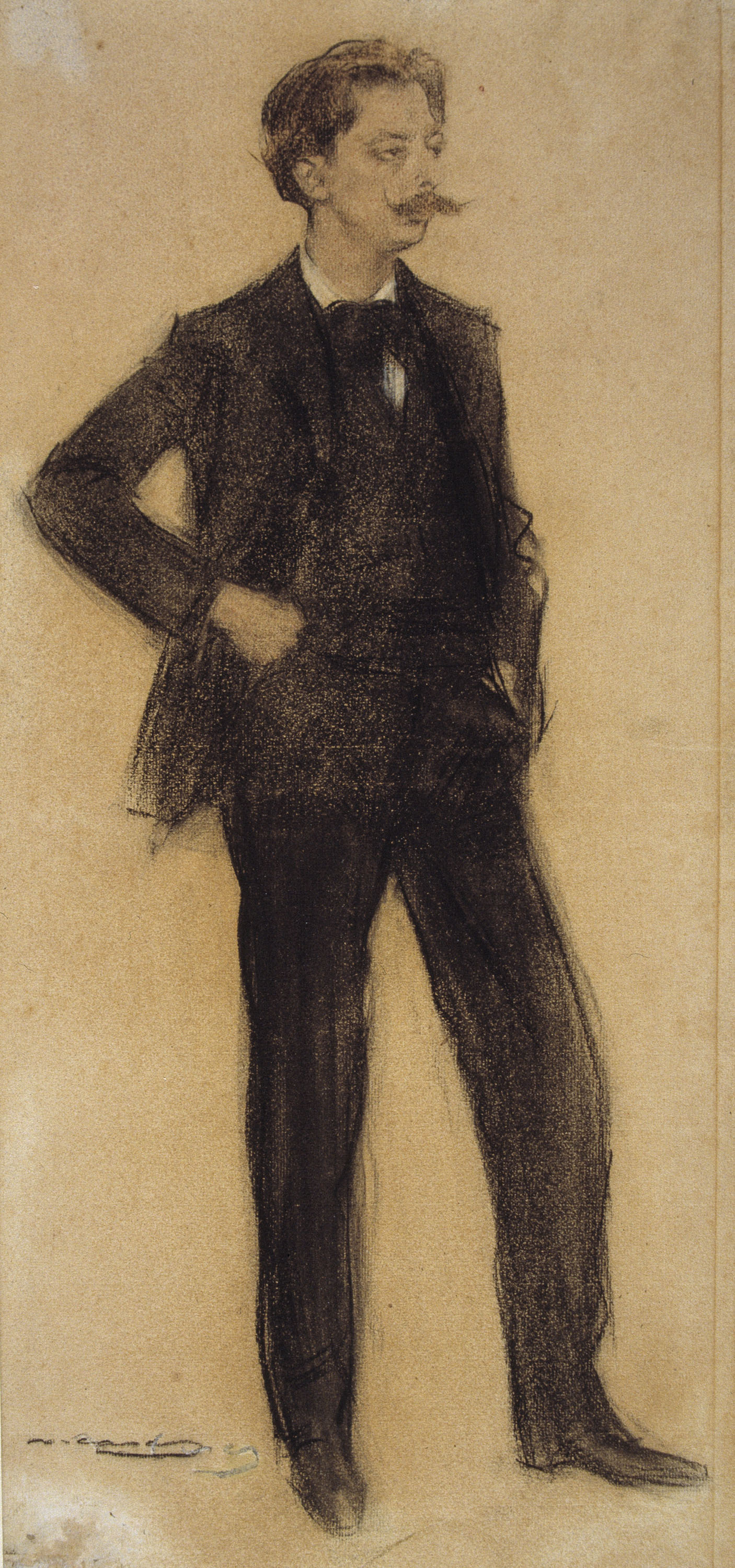
Granados visto por Ramón Casas (MNAC).

Enrique Granados fue hijo de Calixto Granados Armenteros y de Enriqueta Elvira Campiña. El padre había nacido en la entonces provincia española de Cuba, y era coronel de infantería. Elvira había nacido en Santander, Cantabria.
Enrique Granados, cuyo nombre completo era «Pantaleón Enrique Joaquín Granados Campiña», nació en Lérida el 27 de julio de 1867, donde su padre se encontraba destinado en ese momento, pero poco después la familia se trasladó a Canarias al haber sido nombrado el padre gobernador militar de Santa Cruz de Tenerife. Los Granados permanecieron allí tres años y medio, que fueron suficientes para dejar una huella indeleble en el pequeño Enrique. Granados recordaría en años sucesivos con inmenso cariño aquel tiempo en Canarias, refiriéndose frecuentemente al huerto de naranjos y limoneros que veía desde su ventana de su casa como «el paraíso de su infancia».
En 1874 la familia se trasladó a Barcelona. La familia se afincó inicialmente en la calle Fenosa, y posteriormente en el paseo de Gracia. Para entonces Enrique ya denotaba una clara inclinación hacia la música, que sus padres estimularon con la ayuda de un compañero de su padre, el capitán José García-Junceda, quien dio al pequeño Granados sus primeras lecciones de música y recomendó a los padres contratar un profesor de piano, Francisco Javier Jurnet que le dio clases entre 1878-1882.
Granados no fue escolarizado a causa de su delicada salud, lo cual le permitió concentrarse en sus estudios musicales. Al parecer, Enrique tocaba frecuentemente para los visitantes y uno de estos, el pianista Joan Picó convenció a su madre para que fuesen a visitar al maestro Juan Bautista Pujol (1835-1898), considerado por aquel entonces como el mejor profesor de piano de Barcelona.
Pujol era un pianista brillante y un conocido compositor. Había estudiado en el Conservatorio de París con Charles Wilfrid de Bériot, alumno a su vez del mítico Sigismond Thalberg,  Pujol había escrito un nuevo método para el estudio del piano, el Nuevo mecanismo del piano sobre el que, además de Granados, se formaron otros compositores de la época tales como Isaac Albéniz (1860-1909), Carles Vidiella (1856-1915) y Joaquim Malats (1872-1912). La contribución de Pujol a la fundación de la llamada «Escuela Catalana de Piano» ha sido definida como «una contribución al énfasis en la claridad, color y dominio de los secretos de los pedales… un estilo de interpretar que sugiera improvisación, con los encantos añadidos de elaboración y embellecimiento que conlleva».
Granados comenzó sus estudios con Pujol en 1882. El 27 el mayo de 1883 fue premiado junto con varios compañeros en un concurso de la Academia para pianistas noveles, en el que la obra obligada era la Sonata en sol menor de Schumann así como una obra encargada por Martínez-Imbert cuya partitura veía por primera vez. Entre los miembros del jurado estaban Isaac Albéniz y Felipe Pedrell (1841-1922). Parece que aquella fue la primera ocasión en que Granados se encontró con este importante crítico, musicólogo, profesor y compositor del que recibió consejos sobre instrumentación en 1891. A partir de entonces Granados y Pedrell mantuvieron una escasa relación personal, en 1911 se enfrentaron en una dura controversia.

### Pianista de Café
En enero de 1886 Enrique Granados comenzó a tocar cinco horas diarias en el Café de las Delicias, con un salario de 1200 pesetas anuales. El café, que fue rebautizado más tarde con el nombre de Lion d'Or, era considerado como uno de los mejores de Barcelona. Fue descrito en su grandeza al detalle por Narcís Oller en su novela La Bogería, aunque para la época en la que Granados entró a trabajar ya se había degradado y pasado de moda considerablemente. El repertorio favorito de los clientes parecía centrarse casi exclusivamente en torno a fantasías y rapsodias recargadas de efectos y florituras varias, muy lejanas al gusto del joven Granados. El empresario barcelonés Eduardo Conde, buen amigo de su familia y del capitán José García-Junceda, contrató a Granados como profesor de música de sus hijos asignándole el entonces exorbitante salario de cien pesetas al mes, equivalente a sus ingresos como pianista del Café de las Delicias. En esta época Granados hizo sus primeras apariciones semipúblicas, incluyendo un concierto el 9 de abril de 1886 en el Ateneo de Barcelona, en el que interpretó junto con Ricardo Viñes la obra para dos pianos de Gottschalk Tarantella, además de la Fantasía Para Dos Pianos, Armonio y Cuarteto de Cuerda de Josep García Robles.
A pesar de ser probablemente el profesor particular de piano mejor pagado del país, Granados se daba cuenta de que España no le ofrecía la posibilidad de terminar sus estudios musicales, de modo que se decidió a marchar a París, siempre con el apoyo de Eduardo Conde. De todos modos, y para aumentar los ahorros necesarios para un viaje de esa envergadura se puso nuevamente a trabajar en un café, esta vez en el Café Filipino de Barcelona. Permaneció allí dos meses, improvisando melodías populares y acompañando a patrones de dudosos gustos musicales, actividad que describió con punzantes detalles en su diario. En septiembre de 1887 pudo por fin ponerse en camino hacia París.

### París
El objetivo inicial de Granados en París era el de entrar en el muy prestigioso Conservatorio, en el que ya cursaran estudios algunos de sus maestros. Desgraciadamente contrajo a su llegada la fiebre tifoidea, y para el momento de su recuperación había superado ya la edad máxima de acceso. Enrique decidió entonces estudiar piano privadamente con Charles Wilfrid de Bériot (1833-1914), uno de los profesores del Conservatorio. Entre los otros alumnos de Bériot se contaban un jovencísimo Maurice Ravel (1875-1937) y Ricardo Viñes (1875-1943), su acompañante en el concierto del Ateneo de Barcelona de 1886, también de Lérida, con quien Granados compartía alojamiento en el Hotel de Cologne et d’Espagne de la rue de Trévise.
Bériot insistía mucho en el refinamiento tonal de la interpretación, y a esto se atribuye el particular interés desarrollado después por Granados en la técnica de ataque y en el uso de los pedales. Otra influencia de Bériot se halla en la improvisación. Además de la práctica de preludiar las obras —preparar a la audiencia con algunos temas breves improvisados antes de un recital—, la improvisación fue casi siempre un elemento presente en las interpretaciones de Granados, quien poseyendo ya un gran talento en este aspecto vio su habilidad natural muy reforzada bajo la tutela de Bériot.
Su estancia en París configuró su concepción interpretativa y lo decidió a ser compositor. París se estaba configurando como una de las ciudades culturales de referencia —Granados asistió a la construcción e inauguración de la Torre Eiffel—, con una caleidoscópica vida musical en la cual los academicismos de César Franck, Vincent d'Indy o Camille Saint-Saëns convivían con las innovaciones promovidas por Enmanuel Chabrier, Claude Debussy, Gabriel Faure, Paul Dukas, Cécile Chaminade o Isaac Albéniz. Además de formarse con Bériot, París le dio a Granados la oportunidad de consolidar su amistad con Albéniz, que había sido condiscípulo suyo en Barcelona, y de conocer a los músicos franceses más representativos del momento, como los mencionados Fauré, Debussy, Ravel, Dukas, D’Indy o Saint-Saëns y más tarde a Eugen D'Albert, Teresa Carreño e Igor Stravinsky, entre otros
Las crónicas de Viñes aclaran que, además de estudiar, los alumnos de Bériot también se divertían cuanto podían y frecuentaban los famosos cabarets y teatros de la época, tales como la Comédie-Française. Viñes y Granados alquilaron un extraño triciclo con el que daban largos paseos por París, y Granados se aficionó también allí a la pintura frecuentando la casa del pintor Francesc Miralles —vecino suyo en Barcelona durante su infancia—, amistad de la cual surgiría más tarde la inspiración para alguna de sus obras. En julio de 1889 y tras varios intentos infructuosos de atraer el interés de los editores parisinos hacia sus obras, Enrique Granados regresa a Barcelona.

### Regreso a Barcelona y andanzas por Madrid

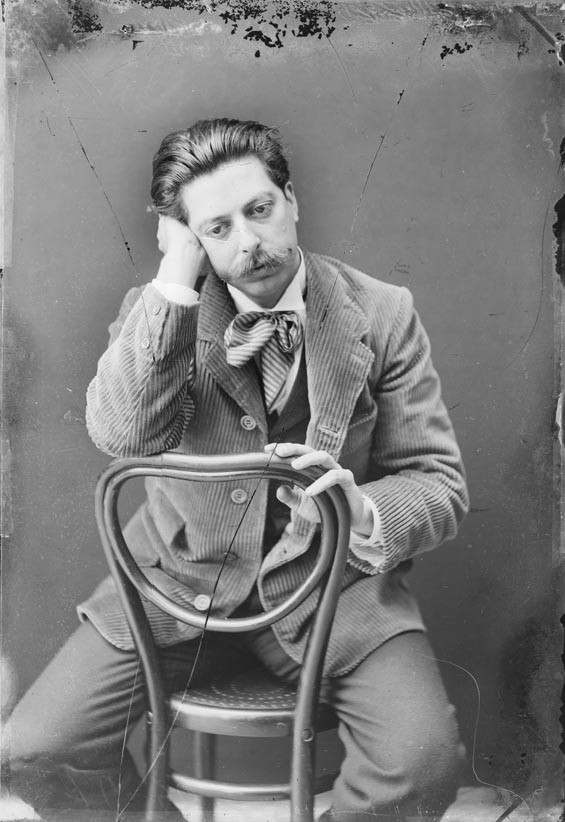
Enrique Granados en la década de 1890, fotografiado por Antonio Esplugas (ANC).

A su regreso, Granados negoció la publicación del primer cuaderno de sus Doce danzas españolas (Barcelona: 1893) con la editorial de Pujol, su exmaestro. Las Danzas españolas supusieron el primer reconocimiento internacional de Granados ya que algunos compositores consagrados del momento, tales como Cui, Fauré, Saint Saëns y Grieg parecen haberlas elogiado efusivamente.
El 25 de noviembre de 1889 Granados hizo su debut en Barcelona, en el Ateneo, si bien parece haber tenido mayor repercusión el concierto del 20 de abril de 1890 en el Teatro Lírico de Barcelona, donde estrenó varias composiciones originales tales como Arabesca, algunas de sus Danzas españolas y la hoy perdida Serenata española —que no debe confundirse con la obra de Albéniz de igual título—. Además, Granados interpretó obras de Saint-Saëns, Bizet, Mendelssohn, Chopin y Beethoven, junto con un sexteto que concluyó el recital con obras de Mozart y Schubert. El concierto fue un éxito rotundo que dio a Enrique Granados una gran popularidad que ya sólo iría aumentando hasta el final de su vida.
Hacia 1891 Enrique Granados conoció a Amparo Gal y Lloberas, hija de un matrimonio barcelonés dedicado a al comercio y cuñada del empresario franco-español José Achón. Enrique y Amparo contrajeron matrimonio el 7 de diciembre de 1892 en la iglesia de la Mercé de Barcelona. Su primer hijo, Eduardo, nació en julio de 1894. Seguirían otros cinco: Solita, Enrique, Víctor, Francisco y Natalia. Tras su matrimonio, Granados pasó buena parte de 1894 y 1895 en Madrid, intentando publicar su música y obtener una plaza como profesor de piano en el Conservatorio. Pero al igual que le sucedió en París, cayó enfermo y no pudo presentarse a las oposiciones que ganó la joven Pilar Fernández de la Mora, que llegaría a ser una de las profesoras de piano más relevantes del Conservatorio madrileño. El 14 de mayo de 1894 dio un concierto en el Ateneo de Madrid, cuya sección de Bellas Artes estaba presidida por Guillermo Morphy, el Conde de Morphy, interpretando sus Danzas españolas y un Impromptu. Granados también ofreció algunos conciertos en el Salón Romero en una serie de abono en la que, entre otros intérpretes, se encontraba el joven y prometedor violoncelista, Pablo Casals (1876-1973).
En octubre de 1895 Granados se encontraba ya de regreso en Barcelona. Bajo los auspicios de la Societat Catalana de Concerts ofreció varios conciertos de sus obras así como de d'Indy y Albéniz, a menudo en compañía del violinista belga Mathieu Crickboom (1871-1947), quien se había afincado en Barcelona en 1895.
Tras la disolución de la Societat Catalana de Concerts en el verano de 1897, Crickboom fundó la Societat Filharmónica con el objetivo de promover la música de cámara en panorama musical barcelonés, esencialmente dominado por la ópera. Granados debutó con la Filharmónica el 9 de noviembre de 1897 en la Sala Estela, donde tocó con Crickboom y Pablo Casals. En los siguientes siete años tocó con la Societat Filharmónica en veinticinco ocasiones, a menudo con Casals y ocasionalmente estrenando en Barcelona obras procedentes de Francia, tales como la Sonata para violín op. 75 de Saint-Saëns (1902). También continuó componiendo, aunque ninguno de sus conciertos de cámara —como los que compuso en Madrid— figura en el programa de la Societat. En esta época Granados había ya ensayado la composición orquestal, y sus obras Suite sobre cantos gallegos y Marcha de los vencidos se estrenaron en octubre de 1899. En noviembre de ese año estrenó en Barcelona Valses poéticos (Madrid: casa Dotesio, ca. 1895), que fue calurosamente acogida por el público.
A mediados de 1898 Granados regresó a Madrid para estrenar su primera obra escénica, la ópera en tres actos María del Carmen, que fue un rotundo éxito. Aunque hubo algunas críticas al libreto, esta ópera le supuso a Granados un enorme éxito comercial. Permaneció en cartel durante mucho tiempo, y su popularidad llegó a oídos de la reina regente, María Cristina, quien condecoró a Granados con la Cruz de Carlos III. La obra cosechó también un éxito considerable en Barcelona y en Valencia.
En 1900 rompió con Crickboom y fundó la Sociedad de Conciertos Clásicos, y la Academia Granados destinada a la enseñanza del arte pianístico —después Academia Marshall—. Esta Academia, que creará un estilo particular de interpretación, fue dirigida por Granados hasta que se marchó a América. Después fue continuada por su discípulo, el pianista Frank Marshall, nacido en Mataró en 1883. La Academia Granados ha dado grandes nombres a la interpretación pianística: Paquita Madriguera, Baltasar Samper, Albert Attenelle, Alicia de Larrocha, Rosa Sabater, así como Conchita Badía, a quien consideró su segunda hija, quien estrenó varias obras suyas, algunas de ellas dedicadas... En los años siguientes, Granados publica varias obras para piano y de cámara. El Allegro de concierto (1904), premiado en un concurso del Conservatorio de Madrid, abandona la línea «nacionalista» en busca de un virtuosismo netamente romántico. En 1905 dio a conocer en París las sonatas de Scarlatti que él mismo había transcrito y completado.

#### Granados y su relación con el Orfeón Catalán y el Palacio de la Música Catalana
En 1891 Granados participa en la fundación de uno de los símbolos musicales más visibles de Barcelona, el Orfeón Catalán. Hacía ya tiempo que el entusiasmo por el idioma y la literatura de Cataluña, fomentado por el movimiento de mediados de siglo conocido como Renaixença, había penetrado en la vida musical, y los compositores de Barcelona se aprestaron a expresar estos sentimientos a través de nuevos arreglos de canciones populares tradicionales. Las últimas décadas del siglo vieron la aparición de diversos coros que interpretaban el repertorio popular tradicional así como las nuevas obras de los compositores catalanes, obras clásicas o una combinación de lo anterior. La fundación del más influyente de estos coros, el Orfeó Catalá, se atribuye generalmente a Amadeo Vives (1871-1932) y Lluís Millet (1867-1941). El diario de Enrique Granados, sin embargo, deja poco lugar a dudas sobre su papel esencial en la formación, a la que también contribuyó Enrique Morera. Desde la fundación, Granados formó parte de la Comisión de Enseñanza y estuvo como jurado en una de las convocatorias del concurso musical de la Festa de la Música Catalana al lado de Lluis Millet y Antoni Nicolau. Granados interpretó él mismo sus Danzas españolas en el primer concierto del Orfeón Catalán en 1892. Al año siguiente, estrenó en este contexto la Oriental para cuerda y oboe. Además dedicó conciertos en honor a los coristas, como el celebrado en mayo de 1902. También estrenó obras junto a ellos, como el poema sinfónico para orquesta Dante, o su pieza para voz y piano Elegía eterna. El Orfeón era parte de un proyecto político del cual no participaba Granados, cuestión que ha dado lugar a diversos mitos y falsificaciones documentales.
Lo cierto es que Granados mantuvo lazos cordiales durante toda su vida tanto con el Orfeón como con el resto de sus fundadores, dio varios conciertos a beneficio del Orfeón y lo contrató para el estreno de dos de sus más ambiciosas composiciones vocales, el Cant de les Estrelles (1911) y la Elegía Eterna (1914). Tras la muerte del matrimonio Granados, el Orfeón Catalán envió telegramas, mensajes a embajadas y sociedades filarmónicas de todo el mundo para recaudar fondos destinados a sus hijos.
La relación entre Enrique Granados y el Orfeón Catalán no solamente se puede percibir en los programas de mano conservados, sino que también se puede visualizar en la correspondencia entre el compositor y otras personalidades de la institución. Entre la documentación histórica del archivo del Orfeón Catalán se encuentran varias cartas que testimonian la buena relación que había con Lluis Millet, Francesc Pujol o con el presidente de la institución Joaquín Cabot. Además de dos cuadros pintados por el músico que dejan patente su afición hacia la pintura. En uno de ellos está representado el guacamayo de Apeles Mestres, mientras que en el otro aparece el dibujo de un violín.
Desde su inauguración en 1908, el Palacio de la Música Catalana fue el lugar elegido por Granados para estrenar muchas de sus obras, tales como Goyescas y el Canto de las estrellas en 1911, Elegía eterna en 1915 y el poema sinfónico Dante, junto a la Orquesta Sinfónica de Madrid también en 1915. En este escenario Granados ofreció también conciertos junto a grandes intérpretes internacionales tales como el pianista Édouard Risler, o los violinistas Jacques Thibaud y el anteriormente mencionado Mathieu Crickboom.
A lo largo de las décadas posteriores, y hasta el presente, se han organizado el Palau muchos conciertos en homenaje a Granados, protagonizados por intérpretes de la talla de Conchita Badía, Montserrat Caballé o Teresa Berganza, o las pianistas Alicia de Larrocha y Rosa Sabater, consideradas como las mejores intérpretes de Granados de todos los tiempos.

### Granados y Goya
Granados sentía una verdadera pasión por el tiempo de Francisco de Goya y el ambiente casticista que el pintor supo retratar. Consideraba a Goya como «el genio representativo de España». Poseía varias obras del pintor y, dado que Granados tenía buena mano para el dibujo y la pintura, llegó a retratarse a sí mismo disfrazado de «goyesco» y produjo varias láminas con motivos inspirados en la obra de Goya. De esta devoción nacen los dos cuadernos de Goyescas, para piano, con el subtítulo Los majos enamorados. Estas impresiones musicales en siete escenas, ilustran el desarrollo de una pasión amorosa entre dos «majos», desde su primer encuentro hasta la trágica muerte del «mayoría» y la posterior aparición de su espectro. Goyescas ha sido considerada desde diversos puntos de vista; a veces como una especie de conjunto de improvisaciones, otras como una narración continua con el uso del leitmotiv de inspiración wagneriana, otras veces se ha criticado la excesiva tendencia a la repetición de pasajes o frases, desembocando en una cierta monotonía, que sólo puede salvar el acertado tratamiento de los temas, del color, del ritmo y de la armonía. Goyescas se estrenó en 1911 en el Palacio de la Música Catalana. La consagración mundial de Granados tuvo lugar con el estreno de Goyescas en la Sala Pleyel de París en 1914. Tan grande fue el éxito que se le concedió al músico la Legión de Honor de la República Francesa. 
Las Tonadillas son una serie de diez canciones, sobre unos desafortunados textos de Fernando Periquet, en las que Granados evoca el ambiente madrileño recreado por Goya en los cartones para tapices y en los Caprichos. Son la principal aportación de Granados a la moda japonista del momento.

### En América

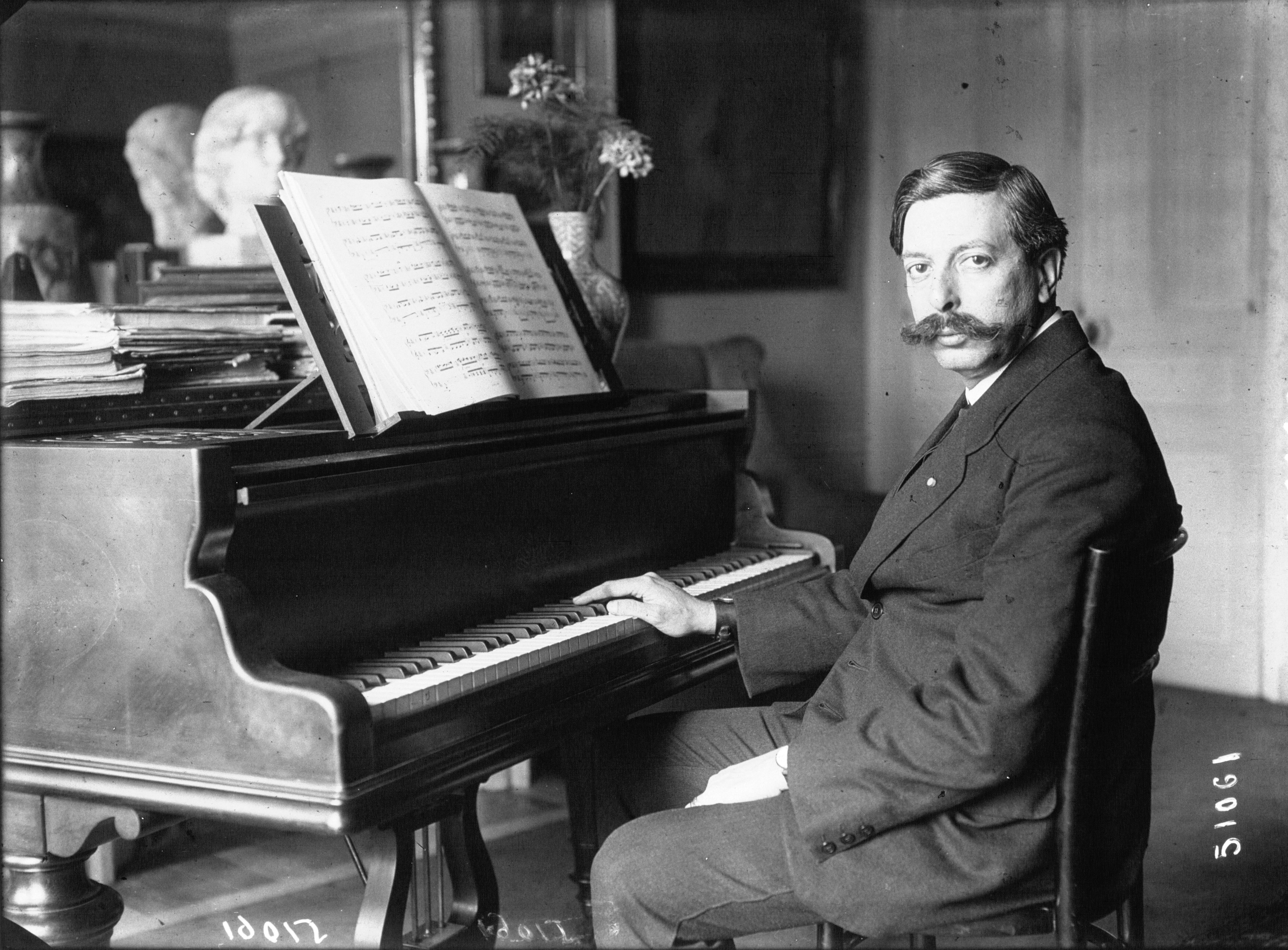
Enrique Granados en 1914

A raíz del éxito de la suite pianística Goyescas, la Ópera de París encargó a Granados una ópera. El compositor planteó la adaptación del material pianístico de Goyescas en obra lírica y encargó a Fernando Periquet el texto, que evidentemente tenía que encajar en la música ya escrita. Granados se trasladó a una casa que el musicólogo Kurt Schindler le prestó en Suiza, donde terminó el trabajo. El estallido de la Primera Guerra Mundial hizo fracasar el proyecto del estreno parisino, y el Metropolitan Opera House de Nueva York se ofreció para la primicia.
Las circunstancias son interesantes: su amigo Ernest Schelling, notable compositor estadounidense (1876-1939) fue el artífice de la inclusión de Goyescas en el programa de la temporada 1915-1916 de la Metropolitan Opera House. Allí coincidiría con Pablo Casals, quien ensayó la obra con la orquesta. Puede imaginarse que el ambiente bélico del momento suscitó en los Granados un cierto nerviosismo, pues no parecía el momento idóneo para hacerse a la mar, y además se trataba de la primera travesía marítima de Enrique Granados, que había tenido toda su vida una gran aversión a los viajes por mar. Poco antes de embarcar comentó bromeando: «En este viaje dejaré los huesos».
Finalmente Granados y Amparo zarparon del puerto de Barcelona en noviembre de 1915 en el buque Montevideo, en el que viajaba también el guitarrista Miguel Llobet. Eso sin duda les permitió hacer una travesía más entretenida, hablando de cosas de Barcelona, pero como veremos aquel viaje de ida no estuvo exento de percances. Hicieron escala en Cádiz, y el 30 de noviembre zarparon de nuevo rumbo a Nueva York. Durante la travesía, el Montevideo fue interceptado por el destructor Cassard, de la Armada Francesa, para una verificación. Aunque todo se resolvió sin problemas y con la mayor celeridad posible, el incidente fue suficiente para poner nervioso al pasaje hasta el punto de que Granados, siempre bromista, comentó: «¡Si nos vuelven a parar, me apeo!».
En una carta escrita a sus hijos durante la travesía y despachada en Nueva York, dice:

[…] debíamos estar navegando 10 días y hemos estado 15. Unas cuántas horas de calma y el resto un temporal que no se acababa nunca. Creíamos que no os volveríamos a ver. Una tarde, vuestra madre y yo, nos abrazamos y rezamos para que Dios os guiara[…]

Llegaron a Nueva York el 15 de diciembre. Comenzó enseguida una actividad frenética de preparativos, contactos y ensayos con la orquesta. Tal y como se había planeado, Pablo Casals ya había dirigido los ensayos principales, y Granados y el famoso violonchelista ofrecieron un concierto en la Friends of Music Society antes del estreno de Goyescas unos días más tarde. Además, Granados grabó algunos rollos de pianola para la compañía Aeolian y tuvo una intensa vida social, ya que la sociedad neoyorquina consideraba como un verdadero lujo contar en la ciudad con un artista europeo del renombre de Granados, de manera que era invitado constantemente a cócteles y recepciones.
Poco antes del estreno el empresario del Metropolitan dijo a Granados que, a su parecer, a Goyescas le faltaba un interludio. Granados escribió entonces la que fue su última composición, que luego se haría especialmente famosa. El compositor no quedó muy satisfecho, y le dijo a Casals: «He hecho una cosa de mala fe, vulgar, de cara al público. ¡Me ha salido una jota!» a lo que Casals respondió: «Perfecto. ¿No era aragonés Goya?».
El estreno tuvo lugar finalmente el 26 de enero de 1916, siendo dirigida la orquesta por el maestro Gaetano Bavagnoli, y el coro por Giulio Setti. El éxito fue apoteósico, y la duración de las ovaciones histórica. Granados escribió a su amigo Viñes: «Por fin he visto realizados mis sueños [...] Toda mi alegría actual la siento más por todo lo que tiene que venir que por lo que he hecho hasta ahora».
La crítica, sin embargo, no fue favorable, y la obra se representó únicamente cinco veces y resultó un fiasco comercial. A pesar de eso, la popularidad de Granados subió hasta las nubes hasta el punto que el presidente Wilson le invitó a la Casa Blanca. Este homenaje tendría, como se explica más abajo, consecuencias funestas para el matrimonio Granados.
Los Granados tenían pasajes de regreso para el día 8 de marzo en el buque de bandera española Antonio López que hacía la línea Nueva York-Barcelona, pero para poder asistir a la recepción de la Casa Blanca pospusieron la fecha del viaje tres días. Esta vez el viaje incluía un transbordo en Inglaterra y un trayecto en tren: De Nueva York a Falmouth viajarían en el SS Rotterdam, de bandera neerlandesa, y desde Folkestone a Dieppe, Francia en el SS Sussex, de bandera francesa. En Dieppe tomarían un tren con destino a Barcelona.
La recepción y concierto en la Casa Blanca tuvieron lugar el 7 de marzo. Al día siguiente el embajador de España, Juan Riaño y Gayangos, ofreció un almuerzo en su honor durante el cual le hizo ver el peligro de embarcarse en una nave de un país beligerante, por más civil que esta fuese. Granados se alarmó hasta el punto que intentó cambiar los pasajes, pero ya no había tiempo y su impaciencia por regresar a casa le llevó a persistir en la ruta mencionada.
Los Granados se embarcaron en el puerto de Nueva York el 11 de marzo de 1916. La despedida en el muelle fue muy emotiva, acudiendo muchos amigos tales como Schelling, Kreisler y Paderewski. Le fue entregada una copa de plata conmemorando el estreno de Goyescas en Nueva York, firmada por todos los artífices del acontecimiento y con más de cuatro mil dólares en su interior.
El matrimonio Granados llegó a Falmouth el 19 de marzo, dirigiéndose a continuación a Londres para visitar la ciudad y encontrarse con algunos amigos. Entre ellos se encontraba el escultor Ismael Smith, quien hizo durante aquellos días una máscara de arcilla del rostro del compositor. Enrique Granados tuvo además varios encuentros con empresarios británicos para proponerles la representación de Goyescas en Londres, pero éstos no se interesaron por el proyecto.

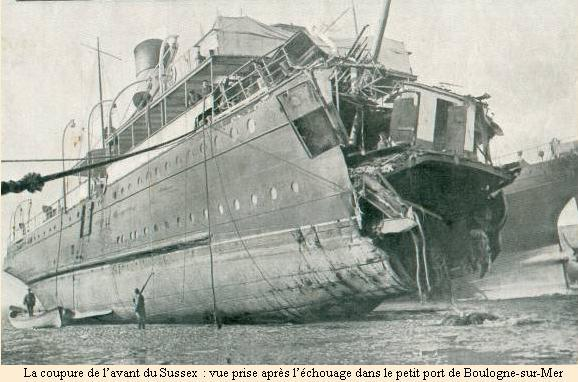
Restos del Sussex en el puerto de Boulogne, 1916.

El 24 de marzo el matrimonio abandonó Londres con destino al puerto de Folkestone, y embarcó en el vapor Sussex de la Compañía de los Ferrocarriles Franceses. La nave zarpó a las 13:15 con rumbo al puerto francés de Dieppe, en la otra orilla del canal de La Mancha. Hacia las 14:30 el Sussex fue detectado por el submarino de guerra alemán UB-29, bajo el mando del capitán Herbert Pustkuchen, que aparentemente lo confundió con un barco minador y hacia las 14:50 lanzó un torpedo que impactó en el medio del casco, partiendo al Sussex por la mitad. La proa del Sussex se hundió enseguida, mientras que la popa quedó a la deriva y fue remolcada posteriormente hasta el puerto de Boulogne. El camarote de los Granados se hallaba en la popa, y en él fueron encontrados sus equipajes y muchos objetos personales, pero se sabe que en el momento del impacto el matrimonio se encontraba en otra parte del barco. Según testigos oculares, Enrique Granados se lanzó al agua y fue izado al poco a bordo de una de las lanchas de salvamento, pero al ver poco después a su esposa debatiéndose entre las olas, se lanzó a rescatarla, siendo engullidos los dos por el mar.
En la catástrofe del Sussex perdieron la vida otras ochenta personas. Juan Ramón Jiménez, radicado en Nueva York en esos tiempos, dedica el Poema LXXXI «Humo y oro» de su Diario de un poeta recién casado a Enrique y Amparo Granados, cuando se entera del hundimiento del Sussex, publicado en la prensa norteamericana el 27 de marzo.

## Producción musical

### Estilo
La música de Granados es una muy personal muestra del pujante simbolismo musical de la Belle Époque, tanto en sus composiciones de música teatral como en sus obras para piano, los dos géneros predilectos del autor.

### Obras
Granados y la música para la escena. Lista actualizada a 1 de octubre de 2018 de las siete obras de teatro musical, seis músicas incidentales para teatro y cuatro proyectos inconclusos de Zarzuela realizados por Granados entre 1894 y 1915.
Suite sobre cantos populares gallegos para orquesta, estrenada en Barcelona el 31 de octubre de 1899.
La música de cámara de Enrique Granados. Lista actualizada a 30 de noviembre de 2018 de las quince obras de música de cámara compuestas por Enrique Granados entre 1890 y 1916.
Danzas españolas. Estudio de la primera edición (1892-1895) de las 12 Danzas españolas para piano de Enrique Granados.
Las canciones de Enrique Granados. Lista actualizada a 12 de octubre de 2018 de los dos ciclos de canciones y veintidós canciones en catalán, español y francés compuestas por Enrique Granados entre 1902 y 1916.

## Legado
Se sucedieron muchos homenajes a Granados después de su muerte, la mayoría protagonizados por Conchita Badía, su discípula predilecta, siendo posiblemente el más emotivo —tal y como cuenta Joan Alavedra— el organizado por Pablo Casals en el Metropolitan de Nueva York, en el mismo escenario en el que poco tiempo antes habían estrenado juntos Goyescas. Junto a Casals actuaron  Fritz Kreisler, Ignacy Jan Paderewski, María Barrientos, Julia Culp y el tenor John McCormack. Con toda la audiencia en pie, Paderewski interpretó la Marcha fúnebre de Chopin, con las luces del teatro apagadas y el escenario iluminado únicamente por un candelabro colocado encima del piano. La muerte sorprendió a Granados poco antes de cumplir 49 años.